# Krzywula (dopływ Krzny)
Krzywula (Złota Krzywula) – rzeka, lewy dopływ Krzny o długości 24,63 km. Wypływa w okolicach wsi Ławy w województwie mazowieckim. Płynąc w kierunku południowym, mija miejscowości Felin, Huszlew, Żurawlówkę, Krasnę, Waśkowólkę, Zawadki, Krzymowskie, Rogoźniczkę i po przepłynięciu pod droga krajową nr 2 wpada do Krzny.